# I Belong
I Belong är en brittisk låt från 1965 som var Storbritanniens bidrag till Eurovision Song Contest 1965, där låten framfördes av Kathy Kirby.